# تراکم پچمان
تراکم پچمان (به انگلیسی: Pechmann condensation) گونه‌ای از واکنش تراکمی است که جهت سنتز کومارین‌ها به کار می‌رود. واکنش دهنده‌های این واکنش عبارت اند از فنول و یک کربوکسیلیک اسید یا یک استر حاوی گروه بتا-کربونیل است که در حضور کاتالیزور مناسب واکنش داده و یک ترکیب کومارین دار ایجاد می‌کند. این واکنش به افتخار شیمیدان آلمانی هانس فون‌پچمان نامگذاری شده است